# Día nacional de la razón
El Día Nacional de la Razón es una festividad o celebración secular en Estados Unidos instituida por humanistas, ateos y otros secularistas y librepensadores como alternativa al Día nacional de la oración Algunas organizaciones asociadas organizan este día donaciones de sangre masivas.
Se celebra anualmente el primer jueves de mayo coincidiendo con el día nacional de la oración. En 2008 cayó en 1 de mayo, 75 aniversario del manifiesto humanista.